# San Nicolás Tenexcalco
San Nicolás Tenexcalco är en ort i Mexiko.   Den ligger i kommunen Chietla och delstaten Puebla, i den sydöstra delen av landet, 120 km sydost om huvudstaden Mexico City. San Nicolás Tenexcalco ligger 1 101 meter över havet och antalet invånare är 792.
Terrängen runt San Nicolás Tenexcalco är kuperad söderut, men norrut är den platt. Runt San Nicolás Tenexcalco är det ganska glesbefolkat, med 28 invånare per kvadratkilometer. Närmaste större samhälle är Izúcar de Matamoros, 19,5 km nordost om San Nicolás Tenexcalco. I omgivningarna runt San Nicolás Tenexcalco växer huvudsakligen savannskog.